# Herbert Hensky
Herbert Alfred Hensky (* 10. März 1910 in Berlin; † 22. Dezember 2005 ebenda) war ein deutscher Pressefotograf, insbesondere in der DDR.

## Leben und Werk
Hensky kam aus einer Berliner Arbeiterfamilie. Er absolvierte eine Ausbildung zum Dekorationsmaler und besuchte die Kunstgewerbe- und Handwerkerschule in Berlin-Charlottenburg. Dann arbeitete er in seinem Beruf. Nachdem er in der Weltwirtschaftskrise arbeitslos geworden war, begann er autodidaktisch zu fotografieren. Er fand Anschluss an die Arbeiter-Fotografie-Bewegung und wurde 1932 Mitglied der Arbeiterfotografengruppe in Berlin-Prenzlauer Berg. Die Arbeiter-Illustrierte-Zeitung veröffentlichte Fotos Henskys.
Hensky nahm als Soldat der Wehrmacht am Zweiten Weltkrieg teil. Danach gehörte er zur ersten Generation der Pressefotografen in der sowjetischen Besatzungszone bzw. der DDR. Er arbeitete in Berlin als freiberuflicher Bildjournalist und war, u. a. neben Erich Höhne, Gerhard Murza (* 1932) und Abraham Pisarek, einer der bedeutendsten politischen Pressefotografen der DDR. In den ersten Jahren nach Kriegsende fotografierte er eindrucksvoll Alltagsszenen wie das in Trümmern liegende Berlin, den Schwarzmarkt, Heimatvertriebene in ihren primitiven Unterkünften, Arbeiter im Betrieb, das Leben auf dem Dorf oder den Wiederaufbau. Er fotografierte bei politisch wichtigen Ereignissen wie 1946 der Vereinigungsparteitag von KPD und SPD oder 1964 die Besiegelung des Vertrags über Freundschaft, gegenseitigen Beistand und Zusammenarbeit zwischen der DDR und der UdSSR, und er fotografierte prominente Persönlichkeiten, so 1952 Bertolt Brecht mit Ruth Berlau und Erwin Strittmatter.
Einige seiner Fotos wurden Ikonen der DDR-Pressefotografie, so Berliner Kriegskind (1946), das Bild vom Händedruck zwischen Wilhelm Pieck (KPD) und Otto Grotewohl (SPD) auf dem Vereinigungsparteitag oder das Bild Adolf Henneckes als Held der Arbeit, das ihn bei der Arbeit mit nacktem Oberkörper zeigt, den Presslufthammer im Anschlag (1948).
Zu dem Foto vom Vereinigungsparteitag schreibt die Philosophin und Medizinhistorikerin Prof. Mariacarla Gadebusch Bondio: „Am berühmtesten wurde letztlich ein Ausschnitt aus einer Fotografie von Herbert Hensky. Jener hatte sich im Pulk der Fotografen einen Standort gesucht, von wo er seine versierte Bildkomposition umsetzen konnte. Herbert Hensky zeigt die beiden Parteivorsitzenden in Untersicht. Er fotografiert ohne Blitz und konnte daher den Moment abwarten, in dem Gesichtsausdruck und Haltung der Protagonisten seiner Vorstellung entsprach.“
Ab 1952 war Hensky Bildreporter für die Freie Welt. Von 1965 bis 1969 war er Mitglied der Fotografengruppe SIGNUM. Er gehörte dem Verband Bildender Künstler der DDR an.
Hensky unternahm mehrfach Reportage-Reisen ins sozialistische Ausland, u. a. 1966 mit dem Journalisten Hans Krumbholz (1934–2008) über 4000 km durch die Mongolei. Ab 1972 war Hensky Mitglied der von Walter Dreizner geleiteten Arbeitsgruppe Betriebsfotogruppen der Zentralen Kommission Fotografie des Kulturbunds der DDR.
Nach der deutschen Wiedervereinigung dokumentierte Hensky u. a. die Deindustrialisierung in Berlin-Oberschöneweide.
Hensky wurde für herausragende fotografische Leistungen mit dem Titel AFIAP der Fédération Internationale de l’Art Photographique geehrt.
Fotografien Henskys und unter Verwendung seiner Bilder entstandene Arbeiten befinden sich u. a. in der Berlinischen Galerie, im Deutschen Historischen Museum Berlin und in der Bildagentur für Kunst, Kultur und Geschichte.

## Publikationen mit Fotografien Henskys (unvollständig)
- Herbert Hensky: Licht über Gobi. F. A. Brockhaus, Leipzig, 1964
- Heinz Rosenkranz u. a. (Hrsg.): Reporter. DDR-Bildjournalisten geben zu Protokoll. Fotokinoverlag, Leipzig, 1969
- Aus erster Hand. Bildchronik 20 Jahre DDR. Staatssekretariat für westdeutsche Fragen, 1969
- Rolf Badstübner u. a. (Hrsg.): DDR. Werden und Wachsen. Zur Geschichte der Deutschen Demokratischen Republik. Dietz-Verlag, Berlin, 1974
- Gert Prokop: Die Sprache der Fotografie. Verlag Neues Leben, Berlin, 1978

- Andreas Hüneke u. a. (Hrsg.): Medium Fotografie. Fotokinoverlag, Leipzig, 1979

## Ausstellungen (unvollständig)
- 1977/1978: Halle, Galerie Roter Turm („Medium Fotografie“)
- 1984: Berlin, Altes Museum („Alltag und Epoche“)
- 1987: Bonn, Bundeskunsthalle („Deutsche Fotografie 1870–1970. Macht eines Mediums“)
- 1998: Erfurt, Galerie am Fischmarkt („Signaturen des Sichtbaren – ein Jahrhundert der Fotografie in Deutschland“)

### Postum
- 2020/2021: Berlin, Reinbeckhallen („Berlin, 1945–2000: A Photographic Subject“)